# Cervara di Roma
Cervara di Roma – miejscowość i gmina we Włoszech, w regionie Lacjum, w prowincji Rzym.
Według danych na rok 2004 gminę zamieszkiwało 470 osób, 15,2 os./km².